# Ajax-Klasse (1880)
Die Ajax-Klasse war eine Klasse von Panzerschiffen (Schlachtschiffen) der Royal Navy. Da sie ihre Hauptbewaffnung in Geschütztürmen trug, werden sie auch als Turmschiffe bezeichnet. Die Schiffe dieser Klasse waren die letzten Neubauten der Royal Navy, die mit Vorderladergeschützen ausgerüstet wurden. Sie waren gleichzeitig die ersten Schiffe, die neben der Hauptbewaffnung eine zusätzliche Bewaffnung führten.

## Geschichte
Die Schiffe der Ajax-Klasse waren als Nachfolger der HMS Inflexible gedacht. Dieser erfolgreiche Entwurf sollte – vorwiegend aus finanziellen Gründen – durch einen kleineren und billigeren abgelöst werden. Ein derartiges Vorgehen hatte in der Royal Navy eine gewisse Tradition, war aber selten von Erfolg gekrönt.

## Konstruktion
Der grundsätzliche Entwurf war der gleiche wie bei der Inflexible – die Hauptbewaffnung, vier großkalibrige Geschütze, wurde in einer schwer gepanzerten Zitadelle mittschiffs aufgestellt. Dabei standen die Geschütze mittschiffs diagonal versetzt auf Drehscheibenlafetten, um einen großen Bestreichungswinkel zu ermöglichen. Die Verdrängung lag um 3000 tons unter der der Inflexible, daher musste das Kaliber der Hauptbewaffnung von 16,25 Zoll auf 12,5 Zoll reduziert werden. Die maximale Geschwindigkeit war um zwei Knoten geringer. Im Gegensatz zur Inflexible wurde das Auftriebsverhalten wesentlich durch den ungepanzerten Bug bzw. das ungepanzerte Heck sichergestellt, bei Wassereinbruch in diese Bereiche wären die Schiffe gesunken. Auf eine Hilfsbesegelung wurde von Anfang an verzichtet.

## Einheiten
| Name          | Bauwerft                        | Kiellegung    | Stapellauf         | Indienststellung | Außerdienststellung | Verbleib                       |
| ------------- | ------------------------------- | ------------- | ------------------ | ---------------- | ------------------- | ------------------------------ |
| HMS Ajax      | Pembroke Dockyard Pembroke Dock | 21. März 1876 | 10. März 1880      | 30. März 1883    | November 1901       | März 1904 zum Abbruch verkauft |
| HMS Agamemnon | Chatham Dockyard, Chatham       | 9. Mai 1876   | 17. September 1879 | 1883             | Januar 1902         | 1903 zum Abbruch verkauft      |